# 淺利信種
淺利信種（生年不詳—1569年11月16日）是日本戰國時代的武將。甲斐武田氏家臣。譜代家老眾。父親是淺利虎在。名諱中的「信」字被推測為武田晴信所賜的偏諱。
淺利氏是甲斐源氏庶流，以甲斐國八代郡淺利鄉（山梨縣中央市淺利）為據點的一族，被稱為甲斐淺利氏。

## 生平
生年不詳，家中嫡男。父親虎在是武田信虎的家臣，受信虎賜予偏諱（「虎」字）。
擔任領有1百2十騎的侍大將，率領赤備部隊，在侵攻信濃國時立下功績（『甲陽軍鑑』）。永祿8年（1565年），在義信事件後，永祿9年（1566年）閏8月，在三枝昌貞等的起請文中，以奉行身份署名。永祿10年（1567年），因為義信事件，武田家臣提出的起請文「下之鄉起請文」中，仍作為奉行署名。同年，以武田氏朱印状奉者的身份，與跡部信秋一同向信濃國海之口鄉發出傳馬役免許、人返令。
另一方面，武田氏在永祿4年（1561年）的第四次川中島之戰後，開始侵攻上野國西部，並在永祿9年（1566年）9月攻陷箕輪城。此後，擔任箕輪城城代，直至永祿11年（1568年）為止，率領西上野眾與後北條氏戰鬥。
永禄12年（1569年），武田氏為了牽制後北條氏，攻至小田原城，武田軍在包圍小田原城4日後撤退，被北條軍的北條氏照、氏邦等切斷退路，武田軍登山與在山頂布陣的氏照、氏邦軍戰鬥（三增峠之戰），此時，在馬上指揮部隊，被鐵炮的流彈擊中而戰死（『甲陽軍鑑』）。在陣中擔任軍監的曾根昌世代替指揮淺利隊，整合失去指揮官的淺利隊。
三增峠古戰場附近有當地居民祭祀的淺利明神社。

## 子孫
嫡男昌種（勝在）繼承淺利同心眾（相備）中的一半（6十騎），另一半由土屋昌續繼承，昌續在長篠之戰中戰死後，其餘6十騎由昌種繼承。在武田氏滅亡後，昌種仕於德川氏。